# Jean De Backer
Jean De Backer foi um jogador de polo aquático e oficial belga, medalhista olímpico.
Jean De Backer fez parte do elenco medalha de prata de Paris 1900. Era membro do Brussels Swimming and Water-Polo Club.